# Baileys Women's Prize for Fiction
O Women's Prize for Fiction, (antigamente conhecido como Orange Prize for Fiction (1996–2006 and 2009–12), Orange Broadband Prize for Fiction (2007–08) and Baileys Women's Prize for Fiction (2014–2017) é um dos mais prestigiados prêmios literários no Reino Unido.
Ele é concedido anualmente à melhor obra de ficção publicada no Reino Unido escrita por uma mulher, durante o ano anterior à atribuição do prémio. A obra deve ter sido escrita por uma autora do idioma inglês, independentemente da sua nacionalidade.
A vencedora recebe um prêmio de 30.000 libras e uma escultura de bronze chamada "Bessie", criada pela artista Grizel Niven.
O júri do prêmio é exclusivamente formado por mulheres.

## História do Prêmio
O prêmio foi estabelecido em 1996, para reconhecer a realização literária de escritoras. A inspiração para o prêmio foi o Booker Prize de 1991, quando nenhum dos seis livros selecionados era de uma mulher, apesar de cerca de 60% dos romances publicados naquele ano serem de autoria feminina. Um grupo de mulheres e homens que trabalham na indústria – autores, editores, agentes, livreiros, bibliotecários, jornalistas – se reuniram para discutir o assunto. A pesquisa mostrou que as realizações literárias das mulheres muitas vezes não eram reconhecidas pelos principais prêmios literários.
O vencedor do prêmio recebe £ 30.000, junto com uma escultura de bronze chamada Bessie, criada pela artista Grizel Niven. Normalmente, uma lista longa de indicados é anunciada por volta de março de cada ano, seguida por uma lista restrita em junho; dentro de dias, o vencedor é anunciado. A vencedora é selecionada por um conselho de "cinco mulheres líderes" a cada ano.
O prêmio "gerou" várias subcategorias de competições e prêmios: o Harper's Bazaar Broadband Short Story Competition, o Orange Award for New Writers, o Penguin/Orange Readers' Group Prize e o Reading Book Group of the Year.
Em apoio ao prêmio de 2004, o Orange Prize for Fiction publicou uma lista de 50 "leituras essenciais" contemporâneas. Os livros foram escolhidos por uma amostra de 500 pessoas que participaram do Guardian Hay Festival e representam os livros "obrigatórios" do público de escritores vivos do Reino Unido. A lista é chamada de "50 Leituras Essenciais de Autores Contemporâneos" do Orange Prize for Fiction.
O prêmio foi originalmente patrocinado pela Orange, uma empresa de telecomunicações. Em maio de 2012, foi anunciado que a Orange encerraria seu patrocínio corporativo ao prêmio. Não houve patrocinador corporativo em 2013; o patrocínio era de "benfeitores privados", liderados por Cherie Blair e pelas escritoras Joanna Trollope e Elizabeth Buchan.
A partir de 2014, o prêmio passou a ser patrocinado pela marca de bebidas Baileys Irish Cream, pertencente ao conglomerado de bebidas Diageo. Em janeiro de 2017, a Diageo anunciou que havia "decidido abrir caminho para um novo patrocinador" e se afastaria após o anúncio do prêmio de 2017 em junho.
Em junho de 2017, o prêmio anunciou que mudaria seu nome para simplesmente "Women's Prize for Fiction" (Prêmio de Mulheres por Ficção, em inglês) a partir de 2018 e seria apoiado por uma família de patrocinadores.
Em 2023, foi anunciado que um prêmio irmão, o Prêmio Feminino de Não Ficção, seria concedido pela primeira vez em 2024, com um prêmio de £ 30.000 que, nos primeiros três anos, seria financiado pelo Charlotte Aitken Trust, que também fornecem a estatueta do vencedor, "The Charlotte".

## Laureadas
- 1996 - Helen Dunmore: A Spell of Winter
- 1997 - Anne Michaels: Fugitive Pieces
- 1998 - Carol Shields: Larry's Party
- 1999 - Suzanne Berna: A Crime in the Neighborhood
- 2000 - Linda Conceder: When I Lived in Modern Times
- 2001 - Kate Grenville: The Idea of Perfection
- 2002 - Ann Patchett: Bel Canto
- 2003 - Valerie Martin: Property
- 2004 - Andrea Levy: Small Island
- 2005 - Lionel Shriver: Precisamos Falar sobre o Kevin (original: We Need to Talk About Kevin)
- 2006 - Zadie Smith: On Beauty
- 2007 - Chimamanda Ngozi Adichie: Half of a Yellow Sun
- 2008 - Rose Tremain: The Road Home
- 2009 - Marilynne Robinson: Home
- 2010 - Barbara Kingsolver: Lacuna
- 2011 - Téa Obreht: The Tiger's Wife
- 2012 - Madeline Miller: A Canção de Aquiles (original: The song of Achilles)
- 2013 - A. M. Homes: May We Be Forgiven
- 2014 - Eimear McBride: A Girl Is a Half-formed Thing
- 2015 - Ali Smith: How to Be Both
- 2016 - Lisa McInerney: The Glorious Heresies
- 2017 - Naomi Alderman: The Power
- 2018 - Kamila Shamsie: Home Fire
- 2019 - Tayari Jones: An American Marriage
- 2020 - Maggie O'Farrell: Hamnet
- 2021 - Susanna Clarke: Piranesi
- 2022 - Ruth Ozeki: The Book of Form and Emptiness

## Campanha #ThisBook
Em maio de 2014, o Baileys Women's Prize for Fiction lançou a campanha #ThisBook para descobrir quais livros escritos por mulheres tiveram o maior impacto nos leitores. Dezenove "mulheres inspiradoras" foram escolhidas para lançar a campanha e, em seguida, milhares de pessoas do "público em geral" enviaram suas ideias via Twitter. Os 20 vencedores foram anunciados em 29 de julho de 2014. Os organizadores observaram que quase metade (oito) dos livros vencedores foram publicados antes de 1960.
Lista de livros eleitos:
1. O Sol é Para Todos (no original: To Kill a Mockingbird) (1960), Harper Lee
2. O Conto da Aia (original: The Handmaid's Tale) (1985), Margaret Atwood
3. Jane Eyre (1847), Charlotte Brontë
4. Harry Potter (1997), J. K. Rowling
5. O Morro dos Ventos Uivantes (no original: Wuthering Heights) (1847), Emily Brontë
6. Orgulho e Preconceito (no original: Pride and Prejudice) (1813), Jane Austen
7. Rebecca (1938), Daphne Du Maurier
8. Mulherzinhas (no original: Little Women) (1868–69), Louisa May Alcott
9. A História Secreta (The Secret History) (1992), Donna Tartt
10. I Capture The Castle (1948), Dodie Smith
11. The Bell Jar (1963), Sylvia Plath
12. Beloved (1987), Toni Morrison
13. Gone With The Wind (1936), Margaret Mitchell
14. Precisamos Falar Sobre o Kevin (We Need to Talk About Kevin) (2003), Lionel Shriver
15. The Time Traveller's Wife (2003), Audrey Niffenegger
16. Middlemarch (1871–72), George Eliot
17. Eu Sei Por Que o Pássaro Canta na Gaiola (I Know Why The Caged Bird Sings) (1969), Maya Angelou
18. The Golden Notebook (1962), Doris Lessing
19. A Cor Púrpura (The Color Purple) (1982), Alice Walker
20. The Women's Room (1977), Marilyn French

## Campanha Reclaim Her Name
Para marcar o 25º aniversário do prêmio, o patrocinador Baileys trabalhou com os organizadores do prêmio para republicar 25 livros escritos por autoras que foram originalmente publicados sob pseudônimos masculinos, como Middlemarch, de Mary Ann Evans (George Eliot). Os livros mostram o nome real da autora na capa do livro, em uma série intitulada Reclaim Her Name (Retome o nome dela).

## Controvérsias
O fato de o prêmio excluir escritores do sexo masculino provocou comentários. Depois que o prêmio foi fundado, Auberon Waugh o apelidou de "Prêmio Lemon", enquanto Germaine Greer disse que em breve haveria um prêmio para "escritores com cabelo ruivo". AS Byatt, que ganhou o Prêmio Man Booker de 1990, disse que era um "prêmio sexista", alegando que "tal prêmio nunca foi necessário". Ela se recusou a ter seu trabalho considerado para este prêmio. Em 2007, o ex-editor do The Times Simon Jenkins chamou o prêmio de "sexista". Em 2008, o escritor Tim Lott disse que "o Orange Prize é sexista e discriminatório e deve ser evitado".

Por outro lado, em 2011, a jornalista londrina Jean Hannah Edelstein escreveu sobre seus próprios "motivos errados" para apoiar o prêmio:
Infelizmente, as evidências mostram que as experiências de escritores homens e mulheres depois que eles pousam suas canetas são muitas vezes distintamente diferentes. É por isso que mudei de ideia sobre o prêmio Orange. Ainda concordo com Byatt que a ideia de um assunto específico para mulheres é espúria, mas não acho que seja isso que o prêmio recompensa.